# Projekt Daedalus

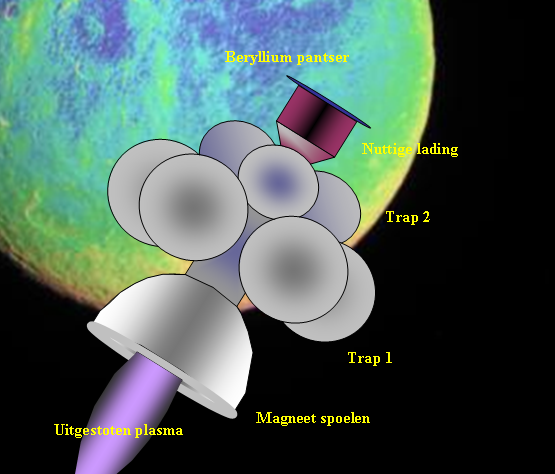
Schema des Daedalus-Raumschiffs

Das Projekt Daedalus ist eine Studie, die von 1973 bis 1978 von der British Interplanetary Society erstellt wurde, mit dem Ziel eines realistischen Entwurfs eines interstellaren unbemannten Raumfahrzeugs. Dieses sollte auf bereits existierender oder in naher Zukunft erreichbarer Technik basieren und sein Ziel innerhalb der Lebenszeit eines Menschen (~50 Jahre) erreichen. Als Ziel wurde Barnards Pfeilstern gewählt, der 5,9 Lichtjahre vom Sonnensystem entfernt ist, wobei das unbemannte Raumschiff auch weitere Sterne anfliegen sollte.
Eine Realisierung dieses Projekts wurde aufgrund der zu erwartenden enormen Kosten nie ernsthaft erwogen.

## Das Ergebnis der Studie
| Treibstoffmasse | 50.000 t |
| Strukturmasse   | 03.500 t |
| Nutzlastmasse   | 00.500 t |
| Startmasse      | 54.000 t |

Der Entwurf sieht ein zweistufiges unbemanntes Raumfahrzeug vor, das durch Trägheitsfusion angetrieben wird. Es soll automatisiert agieren können, da aufgrund der Distanz zur Erde eine Kommunikation nur mit zu großer Zeitverzögerung möglich wäre (Jahre bis Jahrzehnte). Es soll mehrere Tonnen wissenschaftlicher Nutzlast transportieren, um den interstellaren Raum und die Sternensysteme näher zu untersuchen. Eine Abbremsung des Raumfahrzeugs am Ziel ist nicht vorgesehen, das Ziel soll also im Vorbeiflug untersucht werden.

### Schutzschild
Aufgrund der hohen Geschwindigkeit und dem Vorhandensein von Mikrometeoriten und interstellarem Staub ist das Raumschiff mit einer 50 t schweren und 7 mm dicken Beryllium-Platte ausgestattet. Nähert sich das Raumschiff einem Sternensystem, soll eine zweite Art von Schutzschild etabliert werden. 200 km vor dem Raumschiff sollen Roboter eine Partikelwolke erzeugen, die jegliche Materie daran hindern soll, mit dem Raumschiff zu kollidieren.

### Nutzlast
Das Raumschiff soll neben den Zentralcomputern auch Wartungsroboter beinhalten, die das Raumschiff auf Leckagen überprüfen, warten und reparieren, sowie die Raumsonden für die Sternensystemerforschung vorbereiten. Es sollen 18 Raumsonden mitgeführt werden, die mit künstlicher Intelligenz ausgestattet sind. Mitgeführte Teleskope sollen vor dem Erreichen und dem Vorbeiflug an einem Sternensystem dieses untersuchen, u. a. auch auf mögliche Planeten im System.

### Antriebssystem
Um Barnards Stern in der angestrebten Flugzeit zu erreichen, ist ein nicht-chemisches Antriebssystem notwendig, das die notwendige Geschwindigkeit von 16 % der Lichtgeschwindigkeit erreichen würde. Dieses ausgewählte Antriebssystem wurde schon im Projekt Orion in Betracht gezogen: der nukleare Pulsantrieb. Im Gegensatz zum Projekt Orion, das mit kleinen nuklearen Ladungen den Vorschub erzeugen soll, setzte das Team vom Projekt Daedalus auf die Trägheitsfusion. Als Treibstoff sollen Deuterium und Helium-3 für eine Deuterium-Helium-3-Fusion dienen. Durch diese Art der Energiefreisetzung können kleine Detonationen, im Gegensatz zur Fission, erzeugt werden, die einen Impuls auf das Raumschiff übertragen und es dadurch beschleunigen.
Bei dem Antrieb sollen kleine Pellets (2–4 cm) mit einer supraleitenden Beschichtung mittels eines elektromagnetischen Beschleunigers (eine Art Railgun) in die Reaktionskammer geschossen werden. Elektronenstrahlen, die senkrecht zur Einschussrichtung verlaufen, zünden die Fusion. Um die erforderliche Schubkraft zu erzeugen, werden 250 Pellets pro Sekunde benötigt. Die Endprodukte (Plasma) werden mittels einer magnetischen Düse aus der Brennkammer geleitet und erzeugen beim Austreten den Schub.

## Der Missionsablauf
Der Aufbau des Raumschiffs war im Orbit von Jupiter vorgesehen, da dieser den benötigten Treibstoff Helium-3 zur Verfügung stellen sollte. Außerdem wurde eine Zündung der Triebwerke bei Missionsbeginn im erdnahen Raum aufgrund der Wechselwirkung des frei werdenden Plasmas mit dem Erdmagnetfeld als kritisch betrachtet, obwohl der Jupiter ein noch weitaus stärkeres Magnetfeld hat.
Die erste Stufe soll das Raumfahrzeug innerhalb von zwei Jahren auf 7 % der Lichtgeschwindigkeit beschleunigen, wobei 46.000 t Treibstoff verbraucht werden. Nach der Abtrennung der ersten Stufe soll die zweite Stufe in den darauf folgenden 1,8 Jahren noch 450 t Treibstoff verbrauchen, wobei 16 % der Lichtgeschwindigkeit erreicht werden, worauf der beschleunigungsfreie Flug zum Ziel folgt, bei dem das Raumfahrzeug den interstellaren Raum untersuchen soll.
Nach der Hälfte der Missionsdauer soll eine erste Observation des Zielsystems mit den mitgeführten Teleskopen beginnen. In der zweiten Phase soll sieben Jahre vor Ankunft im Zielsystem die erste und zwei Jahre vor Ankunft die zweite Raumsonde gestartet werden. Die dritte Phase soll die Annäherung und den Vorbeiflug beinhalten, bei dem das Raumschiff mit den internen Teleskopen die schärfsten Aufnahmen machen könnte. Der Vorbeiflug wird lediglich 70 Stunden dauern.